# Ordinea nașterii fraților și orientarea sexuală la bărbați
În urma mai multor studii s-a observat o corelație între ordinea nașterii fraților și orientarea sexuală la bărbați. Ray Blanchard a fost primul care a rezumat asocierea și a menționat-o ca efectul ordinii nașterii fraților (en. fraternal birth order effect). Și alți oameni de știință din trecut au identificat această corelație. Această teorie acceptată și verificată statistic e una dintre teorii, nu singura acceptată de către oamenii de știință, dintre alte teorii care încearcă să explice orientarea sexuală non-heterosexuală la animalele umane. Tot de la această teorie s-a pornit și apoi s-a demonstrat, coroborat cu alte teorii, statistici și studii, că nu există o genă „gay” și că orientarea sexuală nu se moștenește genetic. Teoria fratelui mai mare demonstrează clar că orientarea homosexuală, la persoanele cu sex anatomic masculin, e formată prenatal în urma unui mecanism complex care nu are legătură cu nici un mecanism ce ține de gene moștenite, ci cu nivelul unui anumit hormon proteic prenatal măsurat în timpul sarcinii care, în urma unui mecanism complex și în combinație cu alte proteine, se influențează o anumită zonă din structura creierului fătului. La persoanele cu sex anatomic femeiesc cu orientare homosexuală sau bisexuală această teorie nu se aplică sau nu a fost verificată sau studiată suficient. Persoanele intersex nu au fost identificate în studii.        

Rezumatul studiilor este:        
Cu cât un bărbat, cu sexul masculin anatomic determinat la naștere, care are mai mulți frați mai mari ca el din aceeași mamă purtătoare, ținând cont și de frații dinaintea lui decedați sau avortați, inclusiv sarcinile pierdute de mama purtătoare, însă indiferent de numărul de surori mai mari sau mai mici și indiferent dacă locuiește în același cămin, atunci cu atât este mai mare probabilitatea ca acesta din urmă să aibă o orientare homosexuală sau bisexuală. În general, statistic observat, dar nu este o regulă, de la al cincelea mascul din linie se poate pune în discuție orientarea non-heteronormativă. Mecanismul formării orientării non-heterosexuale este complex dar s-a observat că are legătură cu o anume proteină coroborat cu anumite antigene; mecanism produs de mama purtătoare și că nu ține de donatoare sau de donator, în cazul unei înseminări asistate. O anume zonă din creierul persoanei, observat după naștere, ține de comportamentul homosexual, și exprimat, în general observat, dar nu este o regulă, după vârsta de 14 ani. Orientarea homosexuală înnăscută nu se moștenește genetic, nu există o genă „gay”. Orientarea homosexuală înnăscută se formează în primele 3-6 săptămâni de sarcină. În mod specific s-a constatat că antigenele materne la proteina neuroligină NLGN4Y și proteina Y-cromozonală, importantă în dezvoltarea creierului fetal masculin, sunt implicate în efectul fraților mai mari.            
Uneori a fost numit efectul fratelui mai mare (en. older brother effect). S-a estimat că minim minimorum 15% din demografia persoanelor cu orientare homosexuală este asociată cu ordinea nașterii fraților. S-a mai observat că frații mai în vârstă au o greutate la naștere mai mare comparativ cu frații mai tineri. S-a concluzionat, analizându-se comparativ familile cu frați mai mari dar care nu erau născuți din aceeași mamă și corelat și cu faptul cu îndemânarea în a fi stângaci, dreptaci sau ambidextrii, că orientarea sexuală intrinsecă se formează în timpul sarcinii. Ulterior teoriei rezumatoare enunțate de Ray Blanchard, unele studii au luat în calcul și sarcinile pierdute și avorturile.  
Efectul fratelui mai mare operează printr-un mecanism biologic în timpul vieții prenatale, nu în timpul copilăriei sau adolescenței și este independent de vârstă, anul nașterii, climă, mediu, cultură, educație, religie, statut socioeconomic, tipul de familie, identitate, rasă, etc.. Conform acestei teorii, analizate fiind mai multe populații din diverse culturi, se estimează că 4-20% din populația masculină are comportament bisexual sau homosexual.

## Preambul
Identitatea de gen, sexul, orientarea sexuală, orientarea romantică, practica sexuală și exprimarea de gen sunt distincte. Efectul va fi denumit în mai multe feluri, cu același înțeles, precum: efectul fratelui mai mare, efectul ordinii nașterii fraților, efectul de ordine de naștere fraternă sau simplu efectul.
Efectul fratelui mai mare nu se corelează cu mecanismul dezvoltării sexului în timpul sarcinii, ci numai cu orientarea sexuală a persoanelor cu sex bărbătesc.
Efectul fratelui mai mare nu se corelează cu mecanismul formării persoanelor transgen bărbat-spre-femeie, ci cu orientarea sexuală a persoanelor născute cu sex anatomic bărbătesc indiferent de identitatea de gen.
Efectul fratelui mai mare nu se corelează cu mecanismul psihologic pentru persoanele care dezvoltă parafilii, ci cu orientarea sexuală homosexuală sau bisexuală a persoanelor parafilice de sex bărbătesc.  
Efectul fratelui mai mare nu se corelează cu mecanismul alegerii practicilor sexuale, ci cu orientarea sexuală a persoanelor cu sex bărbătesc care au anumite practici sexuale.   
Teoria "efectului fratelui mai mare" este unanim acceptată de comunitatea științifică care analizează comportamentul non-exclusiv-heterosexual la persoanele cu sex anatomic bărbătesc; nu s-a ținut cont de determinarea cromozomială a sexului ci doar de determinarea anatomică.

## Prezentare generală
Efectul fratelui mai mare a fost descris drept cel mai consistent și corelat studiu bio-demografic ce analizează orientare sexuală la bărbați. În 1958, s-a raportat că bărbații homosexuali tind să aibă un număr mai mare de frați mai în vârstă (adică un „ordin de naștere mai târziu/mai mare”) decât bărbații heterosexuali, iar în 1962, aceste descoperiri au fost publicate în detaliu. În 1996, Ray Blanchard și Anthony Bogaert au demonstrat că ordinea de naștere ulterioară a bărbaților homosexuali s-a datorat exclusiv unui număr de frați mai mari și nu surori mai mari. De asemenea, aceștia au arătat că fiecare frate mai mare a crescut șansele de homosexualitate la un frate născut după, cu 33%.  Mai târziu în același an, Blanchard și Bogaert au demonstrat efectul fratelui mai mare în Kinsey Interview Data, o „bază de date foarte mare și semnificativă din punct de vedere istoric”. Într-un studiu publicat în 1998, Blanchard a numit acest fenomen efectul ordinii de naștere a fraților (en. the fraternal birth order effect).

În 2017, dovezi biochimice au fost evidențiate ce susțin teoria "Efectul fratelui mai mare". Evidențierea nivelului proteinei NLGN4Y la progeniturile de sex bărbătesc aflați în sacul placentar a femeii purtătoare.

Cercetările de-a lungul anilor au stabilit mai multe lucruri. În primul rând, bărbații homosexuali tind să aibă un ordin de naștere mai mare decât bărbații heterosexuali, iar acest ordin de naștere mai mare este atribuit bărbaților homosexuali având un număr mai mare de frați mai mari. Conform mai multor studii, fiecare frate mai mare crește cu 28–48% posibilitatea unui copil de sex masculin de a avea o orientare homosexuală.  Cu toate acestea, numărul surorilor mai mari, al fraților mai mici și al surorilor mai mici nu are efect asupra acestor șanse.  S-a estimat că aproximativ unul din șapte bărbați homosexuali își datorează orientarea sexuală datorită efectului fratelui mai mare. Se pare că nu există niciun efect al ordinului nașterii asupra orientării sexuale la femei.
În al doilea rând, efectul fratelui mai mare operează printr-un mecanism biologic în timpul vieții prenatale, nu în timpul copilăriei sau adolescenței. Dovada directă este faptul că efectul de ordine de naștere fraternă a fost găsit chiar și la bărbații care nu au crescut cu frații lor biologici - s-a stabilit că frații biologici cresc șansele de homosexualitate la bărbații care se nasc mai târziu, chiar dacă au fost crescuți în diferite gospodăriile, în timp ce frații non-biologici, cum ar fi frații vitreg sau frații adoptați, nu au niciun efect asupra orientării sexuale a bărbaților. Dovezile indirecte indică, de asemenea, că efectul de ordine de naștere fraternă este prenatal și biologic, mai degrabă decât de natură postnatală și psihosocială: efectul de ordine de naștere fraternă a fost confirmat că interacționează cu mâna,   deoarece incidența homosexualității este corelată cu o creștere la frații mai mari se vede doar la bărbații cu mâna dreaptă. Întrucât îndemânarea (dreptaci, stângaci, ambidextru) se dezvoltă prenatal, această constatare indică faptul că mecanismele prenatale stau la baza efectului fratelui mai mare. S-a descoperit, de asemenea, că bărbații homosexuali cu frați mai mari au ponderi de naștere semnificativ mai mici în comparație cu bărbații heterosexuali cu frații mai mari. Deoarece greutatea nașterii este determinată incontestabil prenatal, se știe că un factor comun de dezvoltare care funcționează înainte de naștere este în mod necesar la baza efectului fratelui mai mare și orientare sexuală la bărbați.
În al treilea rând, efectul de ordine de naștere fraternă a fost demonstrat pe diferite eșantioane, cum ar fi bărbați homosexuali din rase diferite, culturi diferite, epoci istorice diferite, și regiuni geografice larg separate. Efectul fratelui mai mare a fost demonstrat în locuri precum Brazilia, Canada, Finlanda, Iran, Italia, Olanda, Samoa, Spania, Turcia, Regatul Unit și Statele Unite. Efectul a fost demonstrat și la bărbații homosexuali din convenență și probe reprezentative naționale.

## Descoperiri empirice

### Demografie
Efectul fratelui mai mare este un fenomen care poate fi descris într-unul din două moduri: Frații mai mari cresc șansele de homosexualitate la bărbații care se nasc mai târziu sau, alternativ, bărbații homosexuali tind să aibă mai mulți frați mai mari decât bărbații heterosexuali. S-a constatat că proporția (Frați mai mari / Toții copiii) de frați mai mari proveniți din aceiași doi părinți este cu 31% mai mare la bărbații homosexuali comparativ cu familile cu bărbați heterosexuali.  Pe de altă parte, raportul fraților mai mari față de alți frați (de exemplu, frați mai mari / alți copii ) este cu 47% mai mare pentru bărbații homosexuali decât pentru bărbații heterosexuali.  
După controlul statistic al numărului de frați mai mari, bărbații homosexuali și heterosexuali nu diferă în numărul mediu de surori mai mari, surori mai mici sau frați mai mici. Surorile mai în vârstă, surorile mai mici și frații mai mici nu au niciun efect asupra șanselor de homosexualitate la bărbații născuți mai târziu - nici nu îmbunătățesc și nici nu contracarează efectul de ordine de naștere frățească.  Blanchard și Bogaert (1996) au investigat dacă bărbații homosexuali au o ordine de naștere medie mai mare decât bărbații heterosexuali în primul rând pentru că au frați mai mari sau pentru că au frați mai mari de ambele sexe (adică ambii frați mai mari și surorile mai mari).  Aceștia au confirmat că homosexualitatea a fost corelată pozitiv cu numărul bărbatului de frați mai mari, nu de surori mai mari, de surori mai mici sau de frați mai mici.  De atunci, mai multe studii au confirmat această constatare.  
În câteva studii, subiecții homosexuali au afișat ocazional atât un număr mai mare de frați mai mari, cât și un număr mai mare de surori mai mari în comparație cu bărbații heterosexuali. Acest lucru se datorează faptului că numărul persoanelor de frați mai mari și numărul surorilor mai mari tind să fie corelate pozitiv. Deci, dacă Proband A are mai mulți frați mai mari decât Proband B, este posibil ca Proband A să aibă și mai multe surori mai mari decât Proband B. Aceste constatări ale excesului de surori mai mari sunt prin urmare produse secundare ocazionale ale bărbaților homosexuali un exces de frați mai mari, nu se găsește la fel de constant ca excesul de frați mai mari și, prin urmare, nu trebuie să distragă semnificația efectului de ordine de naștere frățească. Atunci când probele sunt prelevate din populații cu rate de fertilitate relativ ridicate, corelația pozitivă dintre numărul fraților mai mari și surorile mai mari poate da falsa impresie că atât numărul fraților mai mari, cât și numărul surorilor mai mari sunt asociați cu orientarea sexuală masculină. Într-adevăr, două probe din populația samoa cu fertilitate ridicată au prezentat efecte simultane de naștere frățească și „sororală”. Cu toate acestea, compararea directă a mărimilor acestor două efecte a arătat că efectul frunții de ordine de naștere a avut prioritate în studii.  Diverse studii și meta-analize au confirmat că doar efectul fratelui mai mare este asociat constant cu homosexualitatea:
- O meta-analiză realizată în 1998 de Jones și Blanchard a investigat dacă surorile mai mari nu au niciun efect asupra orientării sexuale la bărbații născuți mai târziu sau pur și simplu un efect mai slab decât frații mai mari. În acest scop, au dezvoltat modele matematice concurente ale celor două posibilități: au derivat două ecuații teoretice; prima ecuație se aplică dacă surorile nu au o legătură directă cu orientarea sexuală a unui proband, dar frații o fac; a doua se aplică dacă surorile au aceeași relație cu orientarea sexuală a unui proband ca și frații (inclusiv nicio relație). Au comparat apoi potrivirea acestor modele cu datele empirice disponibile la acel moment și au descoperit că prima ecuație a fost menținută pentru bărbații homosexuali și a doua pentru bărbații heterosexuali. De asemenea, au ajuns la concluzia că orice tendință pentru bărbații homosexuali să se nască mai târziu printre surorile lor este, de fapt, un artefact statistic al tendinței lor de a se naște ulterior printre frații lor.[42][40][14]
- O metaanaliză din 2004 a implicat 10.143 de subiecți bărbați, dintre care 3181 au fost homosexuali și 6962 au fost heterosexuali. Rezultatele au consolidat concluzia că bărbații homosexuali tind să aibă mai mulți frați mai mari decât bărbații heterosexuali și concluzia că diferențele dintre toți ceilalți parametri ai surorilor (surorile mai mari, surorile mai mici) sau frații mai mici sunt consecințe secundare ale diferenței dintre frații mai mari. Aceleași concluzii au fost obținute cu analize ale datelor individuale și nu agregate și de către investigatorii independenți.
- O meta-analiză din 2015 a determinat că numai efectul fratelui mai mare a fost asociat în mod fiabil cu orientarea sexuală masculină în studiile publicate anterior.[34][41]

Efectul ordinii nașterii fraților este independent de confuziile potențiale, cum ar fi vârsta, anul nașterii și statutul socioeconomic. S-a descoperit, de asemenea, că efectul poate fi demonstrat dacă grupurile homosexuale și heterosexuale comparate cu frații mai mari au dimensiuni familiale mari sau mici, atât timp cât ambele grupuri au aceeași dimensiune familială (sau pot fi ajustate pentru a simula acea condiție). În plus, pentru a detecta efectul ordinii nașterii fraților, este necesar ca mărimea familiei grupurilor homosexuale și heterosexuale să nu fie puternic afectată de diferitele strategii parentale (așa-numitele „reguli de oprire”) de încetare a reproducerii după un copil, după un copil de sex masculin sau după un copil de orice sex, deoarece în aceste situații particulare, nici bărbații homosexuali și nici heterosexualii nu au suficienți frați mai mari pentru a face comparații semnificative.
Relația dintre numărul fraților mai mari și homosexualitatea masculină nu este un artefact de vârstă maternă sau paternă mai mare la momentul nașterii probandului. Acest lucru implică faptul că fenomenul ordinului nașterii nu poate fi explicat prin creșterea ratei de mutație a ovulelor sau a celulelor spermatozoide ale mamelor bătrâne sau ai taților bătrâni.
Relația dintre numărul fraților mai mari și homosexualitatea masculină nu este, de asemenea, un artefact al intervalului de naștere. Blanchard și Bogaert (1997) au efectuat un studiu pentru a investiga dacă bărbații homosexuali sunt, în medie, născuți la un timp mai scurt după frații lor mai în vârstă decât bărbații heterosexuali. Ei au descoperit că intervalele medii de naștere anterioare bărbaților heterosexuali și homosexuali erau practic identice.
Niciun tip de surori (adică frații mai mari, surorile mai mari, frații mai mici sau surorile mai mici) nu sunt legate în mod fiabil de orientarea sexuală a femeilor.

### Descoperiri cantitative
Cercetările privind efectul fratelui de ordine de naștere au arătat că, pentru fiecare frate mai mare pe care îl are un copil de sex masculin, există o creștere de 33% a șanselor care apar în mod natural ca copilul de sex masculin să fie homosexual. Se estimează că șansele unui copil de sex masculin (fără frați mai mari) de a fi homosexuali sunt de 2%.    Astfel, dacă un bărbat fără frați mai mari are o șansă de 2% de a fi homosexual și efectul de ordine de naștere fraternă crește aceste șanse cu 33% pentru fiecare frate mai mare, atunci un bărbat cu un vârstnic mai mare fratele are o sansa de 2,6% de a fi homosexual; un bărbat cu doi frați mai mari are o șansă de 3,5%, iar bărbații cu trei și patru frați mai mari au o șansă de 4,6%, respectiv 6,0%.  
Estimările proporției de bărbați homosexuali care își datorează orientarea sexuală către efectul de ordine de naștere fraternă au variat de la 15,1% la 28,6%. Cantor și colab. (2002) au constatat că 0% dintre bărbații homosexuali fără frați mai mari, 24% dintre bărbații homosexuali cu un frate mai mare, 43% dintre bărbații homosexuali cu doi frați mai mari și așa mai departe, pot atribui orientarea lor homosexuală efectului de ordine de naștere fraternă. . De asemenea, aceștia au arătat că efectul ordinii de naștere fraternă ar depăși toate celelalte cauze ale homosexualității combinate în grupuri de bărbați gay cu 3 sau mai mulți frați mai mari și ar egala exact toate celelalte cauze combinate într-un grup teoretic cu 2,5 frați mai mari.  Bărbații homosexuali care nu și-au dobândit orientarea sexuală prin efectul de ordine de naștere fraternă (de exemplu, bărbații homosexuali fără frați mai mari) își datorează homosexualitatea altor cauze, cum ar fi anumite gene polimorfe (denumite colocvial „gene gay” ) sau niveluri de hormoni prenatali în timpul dezvoltare fetală.

### Mecanismul prin care funcționează efectul
Atât dovezile directe, cât și cele indirecte au demonstrat că mecanismul prin care funcționează efectul ordinului nașterii frățești este prenatal în timp și în natură biologică, mai degrabă decât postnatal în timp sau în natură psihosocială. Dovezi indirecte au fost găsite pentru prima dată când s-a descoperit că efectul de ordine de naștere fraternă interacționează cu greutatea la naștere. Apoi, Bogaert (2006) a produs dovezi directe că mecanismul fraternal al ordinului nașterii este prenatal. Cercetările ulterioare legate de predare au consolidat în continuare aceste constatări. Dovada că efectul de ordine de naștere fraternă reflectă evenimentele din viața prenatală este, în general, în concordanță cu o lipsă de dovezi că reflectă evenimentele din viața postnatală.

#### Greutatea la naștere

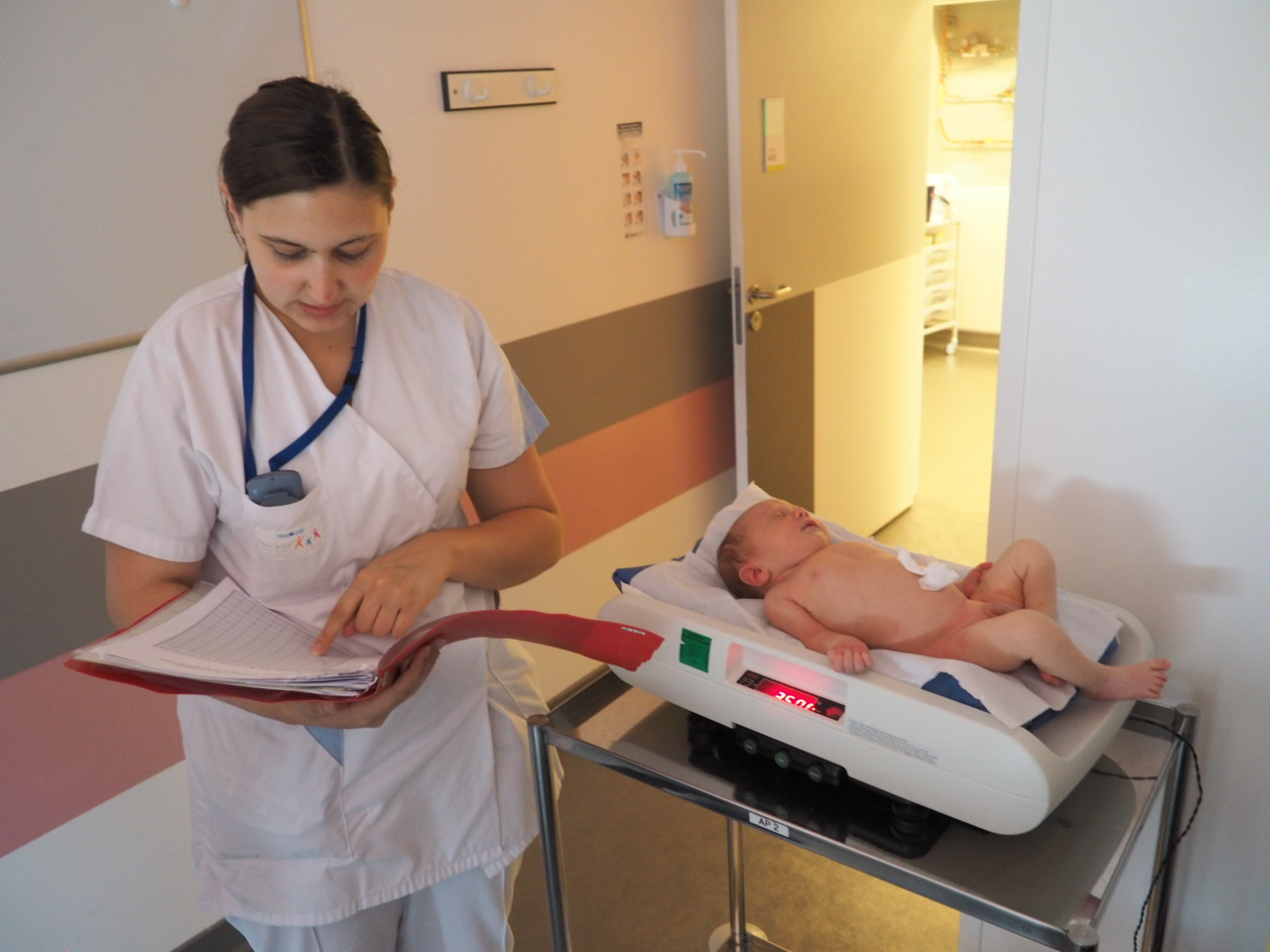
O ființă nou-născută e cântărită după naștere.

Constatarea faptului că mecanismul efectului fratelui mai mare acționează în timpul dezvoltării prenatale în pântecele mamei a apărut în mod neașteptat, într-un studiu privind orientarea sexuală, analizându-se ordinea nașterii și greutatea la naștere. Blanchard și Ellis (2001) au studiat 3229 de adulți, homosexuali și heterosexuali, bărbați și femei (din aceiași părinți biologici) ale căror mame știau dinainte sexul fiecărui copil (sau făt). Informații despre greutatea la naștere, luna și alte variabile demografice au fost raportate în chestionarele completate de mamele analizate. În urma studiului s-au tras trei concluzii principale: 
1. Bărbații heterosexuali cu frați mai mari cântăreau mai puțin la naștere decât bărbații heterosexuali cu surori mai mari;
2. Bărbații homosexuali cu frați mai mari cântăreau mai puțin decât bărbații heterosexuali cu frații mai mari și:
3. Bărbații homosexuali și heterosexuali fără frați mai mari, sau doar cu surori mai mari, nu au diferit în ceea ce privește greutatea la naștere.

De fiecare dată, aceste trei descoperiri au fost replicate în alte studii (iar constatarea generală că băieții cu frați mai mari au greutăți de naștere mai mici decât băieții cu surori mai mari este în conformitate cu studiile anterioare) .  Aceste descoperiri sugerează că sarcinile anterioare cu făt de sex masculin influențează dezvoltarea fătului de sex masculin ulterior; că această influență este simțită în diferite grade; și că fătul de sex masculin cu o greutate la naștere mai mică afectat de acest proces, așa cum este indicat de ponderile lor de naștere relativ mici, sunt, de asemenea, cei mai susceptibili de a fi homosexuali. Interacțiunea ordinii de naștere fraternă cu greutatea nașterii (o trăsătură evident determinată prenatal) sugerează că mecanismul efectului de ordine națională fraternă funcționează înainte de nașterea individului (adică in-utero ).  De asemenea, arată că, chiar și în momentul nașterii, există un marker fizic al orientării sexuale (adică greutatea la naștere) care este legată de numărul fraților mai mari.

#### Îndemânarea: dreptaci, stângaci sau ambidextru

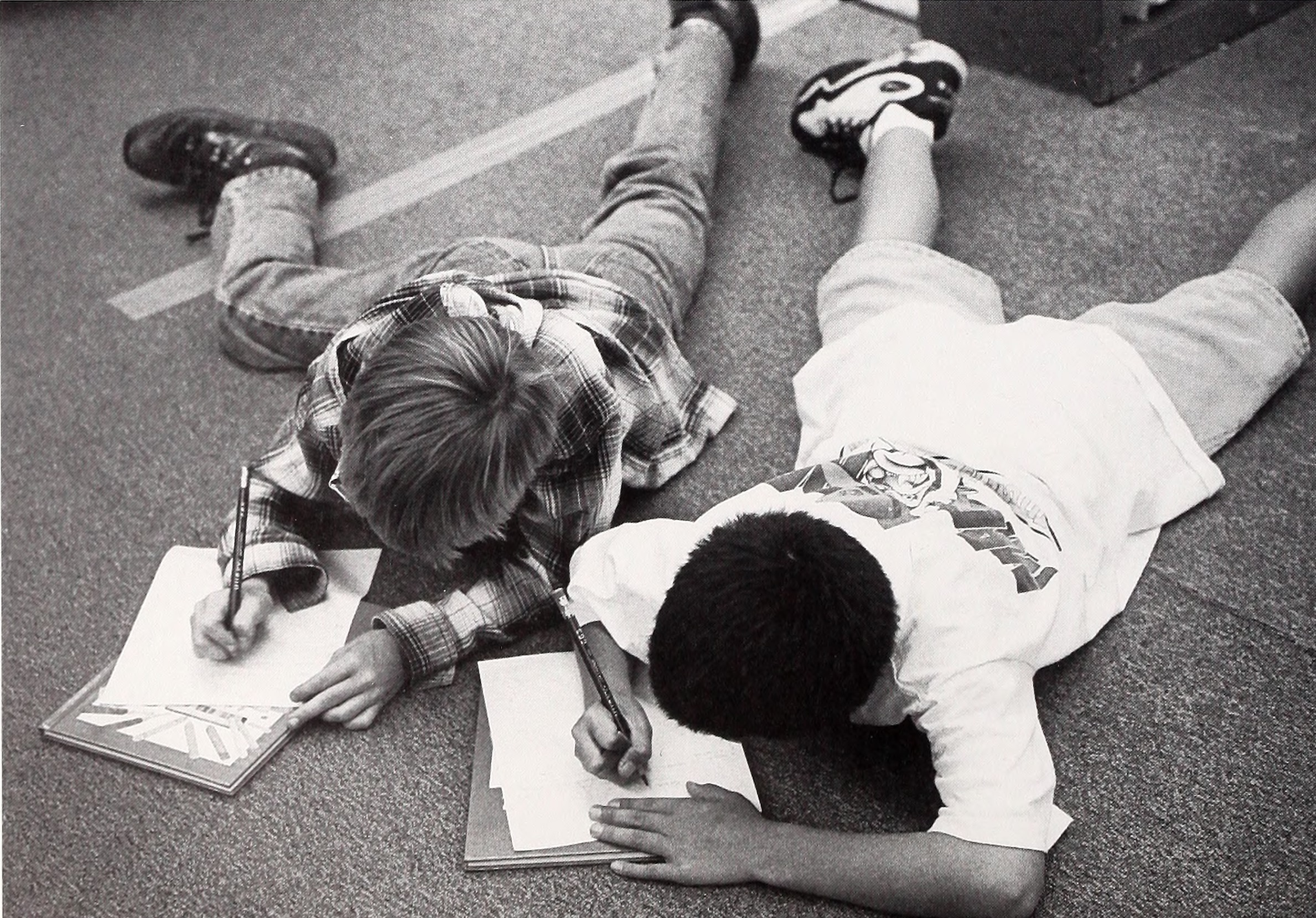
Doi băieți folosesc mâinile drepte pentru a scrie.

Blanchard și colab. (2006) au produs dovezi indirecte că efectul ordinului nașterii este de natură biologică și nu psihosocială: Au descoperit, într-un eșantion de 3146 de bărbați, că efectul fraților mai mari are legătură și cu faptul dacă băiatul e dreptaci, stângaci sau ambidextru: Efectul fraților mai mari asupra probabilității ca frații mai mari, cu frați mai mici homosexuali, să fie dreptaci; efectul fraților mai mari nu a modificat probabilitatea de a fi homosexual la bărbații heterosexuali stângaci sau ambidextri. Mai târziu, un alt studiu a constatat că efectul de ordine de naștere fraternă poate fi limitat doar la bărbații dreptaci, deoarece dreptacii nu au afișat nici un efect de ordine de naștere frățească. Constatarea conform căreia ordinea de naștere fraternă interacționează cu faptul că e ambidextru, dreptaci sau stângaci a fost confirmată de cercetările ulterioare. Pe măsură ce îndemânarea (stângaci, dreptaci sau ambidextru) este dezvoltată în timpul vieții prenatale, acest lucru sugerează că un mecanism prenatal determină o homosexualitate crescută la fetusii de sex masculin cu frați mai mari.  

### Mecanismul
Într-un studiu din 2017, cercetătorii au descoperit o asociere între un răspuns imun matern la proteina legată de Neuroligin 4 Y (NLGN4Y) și orientarea sexuală ulterioară la fiii lor. NLGN4Y este important în dezvoltarea creierului masculin; reacții imune materne la aceasta, sub forma anti-NLGN4Y anticorpi, se crede a modifica structurile creierului care stau la baza orientării sexuale la fat de sex masculin. Studiul a descoperit că femeile aveau niveluri semnificativ mai mari anti-NLGN4Y decât bărbații. Rezultatul indică, de asemenea, că mamele fiilor gay, în special cele cu frați mai mari, au avut niveluri semnificativ mai mari anti-NLGN4Y decât probele de control ale femeilor, inclusiv mame ale fiilor heterosexuali.

#### Frați biologici vs. frați non-biologici mai mari
Bogaert (2006) a oferit un test direct care punea prenatal împotriva mecanismelor postnatală (de exemplu, socială / de creștere) și a căutat să stabilească care dintre cele două se referă la efectul ordinului nașterii frățești. El a examinat asocierea dintre orientarea sexuală a bărbaților și frații biologici (adică, născuți din aceeași mamă) și frații non-biologici (adică, frații adoptivi, frații vitregi sau semifrații paterni). De asemenea, a fost examinat dacă și cât timp au fost crescuți participanții cu acești frați.
Dacă factorii sociali de creștere sau sociali asociați fraților mai mari stau la baza efectului de ordine de naștere fraternă, atunci toți frații mai mari (atât biologici cât și non-biologici) crescuți cu participantul ar trebui să prezice orientarea sexuală, deoarece toți acești frați mai mari împărtășesc mediul social / de creștere cu frati mai mici. Dacă un factor prenatal stă la baza efectului ordinului nașterii frățești, atunci doar frații biologici mai mari ar trebui să prezică orientarea sexuală, deoarece numai frații biologici mai mari împărtășesc caracteristicile prenatale (de exemplu, gestația de către aceeași mamă biologică) cu frații lor mai mici. Studiul a descoperit că doar frații biologici mai mari au prezis orientarea sexuală. Chiar și atunci când numărul fraților mai mari non-biologici a depășit în mod semnificativ numărul fraților mai mari biologici și, prin urmare, posibilitatea unui efect prin creșterea cu frații mai mari (non-biologici) a fost mare, doar numărul fraților mai mari biologici și nu non -fratii mai mari biologici au prezis orientarea sexuala la barbati.
Mai mult, dacă creșterea sau factorii sociali stau la baza efectului ordinului de naștere fratern, atunci timpul de creștere alături de frații mai mari, fie biologic, fie non-biologic, ar trebui să prezice orientarea sexuală, deoarece timpul de creștere determină oportunitatea relativă pe care frații mai mari trebuie să-i afecteze mai mici. dezvoltarea sociosexuală (postnatală) a fratelui. Dacă un factor prenatal stă la baza efectului de ordine de naștere fraternă, atunci un factor postnatal, cum ar fi creșterea timpului cu frații mai mari (fie ele biologice sau non-biologice) nu ar trebui să aibă niciun impact asupra orientării sexuale a fraților bărbați mai tineri. Studiul a constatat că timpul de creștere alături de frații mai mari, fie biologic, fie non-biologic, nici nu a prezis orientarea sexuală și nici nu a afectat relația dintre frații mai mari și orientarea sexuală, indicând astfel o origine prenatală a efectului de naștere fratern.
În cele din urmă, dacă creșterea sau factorii sociali stau la baza efectului ordinului nașterii frățești, atunci numărul de frați biologici mai mari cu care participanții nu au fost crescuți nu ar trebui să prezică orientarea sexuală, deoarece nu ar trebui să aibă niciun impact asupra mediului sociosexual (postnatal) al fraților lor mai mici. . Dacă un factor prenatal stă la baza efectului de ordine de naștere fraternă, atunci frații mai mari biologici cu care participanții nu au fost crescuți ar trebui să prezice încă orientarea sexuală, deoarece toți frații mai mari biologici, chiar și cei care nu sunt crescuți cu participanții, împărtășesc caracteristici prenatale (de exemplu, gestația de către aceeași mamă) cu frații lor mai mici. Studiul a descoperit că numărul fraților biologici prezice orientarea sexuală a bărbaților, chiar dacă participanții nu au fost crescuți cu frații biologici mai mari.
În rezumat, s-a constatat că frații biologici mai mari au prezis în mod semnificativ orientarea sexuală a bărbaților, indiferent dacă au fost crescuți sau cât timp au participat acești frați, în timp ce celelalte categorii de frați, inclusiv frații mai mari non-biologice, nu au făcut-o. Aceste rezultate susțin astfel o origine prenatală pentru dezvoltarea orientării sexuale la bărbați și indică faptul că efectul ordinului nașterii frățești este probabil rezultatul „memoriei” corpului mamei atât pentru nașteri masculine, cât și pentru gestații masculine (adică, orice caz de a fi gravidă cu un făt masculin). Deci, chiar dacă un făt mascul nu a fost condus la termen, el crește în continuare probabilitatea de homosexualitate la orice făt de sex masculin ulterioare gestate de aceeași mamă. 

### Ubicuitate
Existența efectului de ordine de naștere fraternă asupra orientării sexuale masculine a fost confirmată de multe ori. O abordare pentru a stabili ubicuitatea acestui efect a fost căutarea acestuia într-o varietate de tipuri de probe. Constatarea repetată a efectului ordinului de naștere fratern în diferite eșantioane arată că efectul este aproape omniprezent - cu excepția populațiilor în care oamenii nu au frați mai mari.
Efectul de ordine de naștere frățească a fost găsit la bărbații homosexuali din rase diferite inclusiv alb, negru, hispanic, indian de est, asiatic, Orientul Mijlociu și polinez. Efectul a fost găsit și la bărbații homosexuali din diferite perioade istorice de la participanții examinați în ultimii ani până la participanții examinați în urmă cu zeci de ani.
Efectul a fost demonstrat și la bărbații homosexuali din diferite culturi: în ciuda modului în care pot fi culturile variabile, universele interculturale în dezvoltarea bărbaților homosexuali par să existe. De exemplu, în culturile occidentale, bărbații homosexuali prezintă un comportament relativ mai neconform de gen în timpul copilăriei decât bărbații heterosexuali. Studiile retrospective efectuate în Brazilia, Guatemala, Samoa Independentă, Filipine, Thailanda și Turcia au descoperit că același lucru este valabil și pentru bărbații homosexuali crescuți în aceste culturi non-occidentale. Asemenea similitudini interculturale în comportamentul copilăriei susțin ideea că influențele biologice similare, care transcend diferențele culturale, joacă un rol în dezvoltarea homosexualității masculine. Această idee ar fi în continuare susținută dacă s-ar putea demonstra că factorii biologici cauzali, cum ar fi mecanismul de frățire a ordinii nașterii (care este de natură biologică), pot influența dezvoltarea homosexualității masculine în culturile non-occidentale. Astfel, stabilirea existenței efectului de ordine de naștere fraternă - un rezultat ipotezat al mecanismului de frățire a ordinii nașterii - într-o cultură non-occidentală ar susține în continuare argumente conform cărora influențele biologice similare stau la baza dezvoltării homosexualității între culturi. Studiile realizate în culturile occidentale, precum și în cele non-occidentale, au demonstrat un efect de frățire a ordinii nașterii (precum și efecte de fecunditate) în raport cu homosexualitatea masculină. Coerența interculturală cu care au fost documentate aceste efecte este în concordanță cu concluzia că procesele biologice invariante și culturale stau la baza dezvoltării homosexualității la bărbați.
Efectul fratelui de ordine de naștere a fost demonstrat și în regiuni geografice larg separate și în țări precum Brazilia, Canada, Finlanda, Iran, Italia, Olanda, Samoa independentă, Spania, Turcia, Regatul Unit, și Statele Unite. În plus, efectul a fost observat la participanții examinați în copilărie, precum și la vârsta adultă  și la pacienți, precum și la voluntarii care nu sunt pacienți.  Efectul fratelui mai mare a fost demonstrat de Blanchard și colegi, precum și de cercetători independenți.  Demonstrarea efectului în meta-analiza studiilor efectuate de Blanchard și colegii săi,  metaanaliza studiilor efectuate de investigatorii independenți  și studii realizate atât de Blanchard cât și de alți investigatori arată că studiile fraternelor efectele de ordine de naștere nu au fost lipsite de prejudecățile experimentatorilor. Efectul a fost demonstrat și la bărbații homosexuali din eșantioane de comoditate  și în probe reprezentative, naționale de probabilitate.
Majoritatea cercetărilor asupra efectului fratelui mai mare au fost efectuate pe bărbați homosexuali/gay (adică bărbați care sunt cisgen și atrași de bărbați adulți). Două grupuri cromozomiale mascul, care sunt atrase de bărbați, dar care se deosebesc cel mai mult de bărbații homosexuali / gay sunt transexualii androfili bărbați-spre-femei (adică bărbați cromozomali transgender care sunt atrași de bărbați adulți) și bărbați de același sex au atras bărbați pedofili-hebifili ( adică, bărbați cromozomial cisgender, care sunt atrași de masculi neadulți).
Efectul fratelui mai mare a fost observat la transexualii androfili bărbați-spre-femei (MtF): transsexualii MtF care sunt interesați sexual de bărbați (numiți și „transsexuali homosexuali”) au un număr mai mare de frați mai mari decât cei transsexuali MtF care sunt interesați sexual la femei (numite și „transsexuali heterosexuali”). Acest lucru a fost raportat în eșantioane din Canada, Regatul Unit, Olanda, și Polinezia.
Trei studii au investigat dacă orientarea sexuală se corelează cu efectul fratelui mai mare la bărbații atrași de persoanele de sex masculin nematurizate fizic. Un studiu (Bogaert și colab., 1997) a constatat că pedofilii masculi homosexual-bisexuali aveau un ordin de naștere general mai târziu decât pedofilii masculi heterosexuali și acest ordin de naștere târziu s-a datorat în primul rând grupului homosexual-bisexual care s-a născut mai târziu printre frații lor decât mai târziu printre surorile lor. Un alt studiu (Blanchard și Bogaert, 1998) nu a confirmat, de asemenea, faptul că efectul fratelui mai mare duce la bărbații cu infracțiuni sexuale pedofilice prepubescente, ci a confirmat doar orientarea sexuală a pedofililor, fie că sunt heterosexuali, bisexuali sau homosexuali. Primul studiu a fost un studiu retrospectiv asupra infractorilor sexuali, care a inclus doar acei subiecți ale căror diagrame clinice s-au întâmplat să conțină date despre ordinea nașterii, astfel încât rezultatele studiului ar fi putut fi afectate de prejudecăți de selecție . Al doilea studiu a fost o re-analiză a datelor arhivate dintr-un studiu clasic asupra infractorilor sexuali din anul 1965. Existau informații recuperabile minime cu privire la istoricul infracțiunilor subiecților și există posibilitatea ca preferințele sexuale ale pedofililor din studiu să nu fie clasificate cu exactitate din informațiile disponibile.
Blanchard și colab. (2000) a efectuat, prin urmare, un studiu în care au fost colectate date cu scopul specific de a examina relația ordinii de naștere fraternă cu orientarea sexuală la pedofili homosexuali, bisexuali și heterosexuali. Fiecare tip de grup pedofil a fost comparat cu un grup de control care a fost format din bărbați ginenefili (adică bărbați atrași de femele adulte). Studiul a descoperit că pedofilii homosexuali aveau mai mulți frați mai mari decât grupul de control ginefil, în timp ce pedofilii bisexuali și heterosexuali nu. Aceste rezultate confirmă faptul că ordinea nașterii frățești se corelează cu orientarea sexuală la pedofili, așa cum se întâmplă la persoanele teleiofile (adică persoane atrase exclusiv de adulți). Rezultatele confirmă, de asemenea, că ordinea nașterii fraților nu se corelează în sine cu pedofilia: Studii anterioare au stabilit că efectul de ordine de naștere fraternă afectează de ce sex este atras sexual un bărbat; Blanchard și colab. (2000) a analizat suplimentar dacă ordinul nașterii frățești afectează și vârsta persoanelor de care este atras un bărbat. Rezultatele studiului indică faptul că ordinea de naștere nu afectează vârsta țintelor erotice preferate și că ordinea de naștere nu se corelează cu pedofilia. Așadar, mecanismul efectului fratelui mai mare nu face decât să atragă masculi de alți masculi; orice mecanism care face ca bărbații să fie pedofili, spre deosebire de teleiofilici (adică atrasi de adulți), este diferit de mecanismul efectului fratelui mai mare sau ordinea nașterii.
În afară de ordinul nașterii frățești, nicio caracteristică comună nu a fost identificată în istoriile de dezvoltare sau în demografiile familiale ale androfililor și pedofililor, în timp ce trăsăturile cheie disting cele două grupuri, de exemplu, majoritatea bărbaților androfili prezintă o neconformitate de gen în timpul copilăriei, în timp ce persoanele de același sex au fost atrase pedofilii nu. Pentru a preveni neînțelegerea sau utilizarea greșită a studiilor lor asupra ordinii de naștere frățească la pedofili, cercetătorii au subliniat că orice concluzie conform căreia pedofilia homosexuală împărtășește un factor etiologic cu androfilia nu implică faptul că bărbații homosexuali obișnuiți (androfili) sunt susceptibili să moleste băieții, mai mult decât concluzia că pedofilia heterosexuală împărtășește un factor etiologic cu gnefilia ar presupune că bărbații heterosexuali obișnuiți (gifne) sunt susceptibile de a molesta fetele.
Constatarea efectului fratelui mai mare la persoanele cisgen și transgen, bărbații atrași de băieți și cei atrași de bărbați adulți - care diferă pe cât posibil în caracteristicile proprii și în caracteristicile partenerilor doriți - ar sugera că ordinea de naștere fraternă (sau variabila de bază pe care o reflectă) poate fi primul factor universal identificat în dezvoltarea atracției față de același sex la bărbați.

### Alte descoperiri
Bearman și Brückner (2002) au susținut că studiile care arată un efect de ordine de naștere fraternă au folosit probe nereprezentative și / sau rapoarte indirecte asupra orientării sexuale a fraților. Analiza lor, concentrându-se pe gemeni de sex opus, nu a găsit o asociere „între atracția de același sex și numărul fraților mai mari, fraților mai mari sau surorile mai mari”. Un studiu realizat de Francis (2008), folosind același sondaj Add Health, dar cu o analiză mai largă, a observat o corelație foarte slabă a atracției de sex masculin de același sex cu mai mulți frați mai mari (dar a găsit o corelație negativă semnificativă a atracției de sex masculin cu același sex cu având surori mai mari, adică, cei care au înregistrat un nivel de zero atracție între persoane de același sex au fost mult mai puțin susceptibili să aibă surori mai mari).
Eșecul acestor studii în a demonstra efectul frunții de ordine de naștere a fost atribuit defectelor lor metodologice. Deși au utilizat eșantioane mari de adolescenți, ratele de bază scăzute ale atracției și comportamentului de același sex în populație au dus la dimensiuni de eșantion prea mici pentru a evalua relația ordinului de naștere cu orientarea sexuală.  Efectul de ordine de naștere fraternă a fost, de asemenea, obscurizat în aceste studii, datorită folosirii diferitelor metode de clasificare a orientării sexuale și a măsurilor lor imprecise ale surorilor. Ray Blanchard a explicat că demonstrabilitatea efectului de ordine de naștere fraternă depinde parțial de potrivirea adecvată a dimensiunii medii a familiei grupurilor de studiu homosexuali și heterosexuali și a menționat că în cele două studii de mai sus, mărimea medie a familiei grupurilor homosexuale a fost semnificativ mai mică decât cea a grupurilor de comparație heterosexuale. În mod specific, bărbații heterosexuali aveau un număr mai mare de frați în general decât bărbații homosexuali, care ar fi putut ascunde analizele diferențelor de grup la frații mai mari și au împiedicat demonstrarea efectului fraternal al ordinului nașterii.  Astfel, cercetătorii au subliniat necesitatea comparării grupurilor cu măsuri de dimensiuni medii ale familiei și au sugerat că, în cele două studii, o metodă alternativă pentru ordinea nașterii care a controlat mărimea surorii ar fi produs concluzii în concordanță cu efectul fratelui de ordine de naștere.   De la publicarea studiului lui Bearman și Bruckner în 2002, studiile care au utilizat probe naționale de probabilitate reprezentative și rapoarte directe asupra orientării sexuale a fraților au găsit efectul de ordine de naștere fraternă.
Currin și colab. (2015) a efectuat un studiu care a investigat existența efectului de ordine de naștere fraternă într-o varietate de dimensiuni de orientare sexuală - și anume, identitate, atracție, fantezii și comportament - în timp ce cercetările anterioare au studiat o singură dimensiune (identitate). Participanții la studiu au fost împărțiți în două grupuri: un „grup heterosexual” și un grup „non-heterosexual”. Pentru a determina ce etichetă au folosit participanții pentru a-și identifica orientarea sexuală, participanții au fost întrebați: „Cum v-ați clasifica orientarea sexuală?” și selectat dintre una dintre cele cinci opțiuni (heterosexuale, în mare parte heterosexuale, bisexuale, în mare parte gay / lesbiene. Persoanele care au selectat „heterosexual” au fost plasate în grupul heterosexual, în timp ce persoanele care au selectat „homosexuali / lesbiene” au fost plasate în grupul non-heterosexual. Pentru a evalua atracția sexuală, participanții au fost întrebați: „Cât de atras sexual sunteți de bărbați?” și selectat dintr-o scară Likert în 7 puncte, cuprinsă între 1 (deloc) și 7 (foarte mult). Participanții au fost, de asemenea, întrebați „Cât de atras sexual sunteți de femei?” și au fost prezentate cu aceeași scară Likert. Persoanele care au selectat 1 (deloc) când au răspuns la aceeași întrebare de atracție sexuală au fost plasate în grupul heterosexual. Persoanele care au selectat 2 sau mai mari au fost plasate în grupul non-heterosexual. 
Pentru a evalua comportamentul sexual, participanții au fost întrebați: "Care este numărul total de parteneri sexuali de sex bărbătesc pe care i-ați avut?" și „Care este numărul total de partenere sexuale de sex feminin pe care le-ați avut?” Partenerul sexual a fost definit ca fiind cineva cu care participantul a avut penetrare vaginală, sex oral, sex anal și/sau masturbare reciprocă. Persoanele care au avut cel puțin un partener de același sex au fost plasate în grupul non-heterosexual, în timp ce indivizii care nu au avut niciun partener de același sex au fost plasați în grupul heterosexual. Pentru a evalua fantezia sexuală, participanții au fost întrebați „Ce procent din fanteziile tale sexuale în timpul masturbării implică bărbați?” și a evaluat întrebarea de la 0% la 100%. Fiecare participant a fost, de asemenea, întrebat "Ce procent din fanteziile tale sexuale în timpul masturbării implică femei?" și a evaluat întrebarea de la 0% la 100%. Dacă un individ a acceptat să aibă deloc fantezii sexuale de același sex (adică 1% sau mai mare), acestea au fost plasate în grupul non-heterosexual, altfel au fost plasate în grupul heterosexual. Folosind aceste criterii pentru identitatea, atracția, fanteziile și comportamentul de orientare sexuală, Currin și colab. (2015) nu au reușit să demonstreze efectul pentru nici o dimensiune din eșantionul lor de 722 de bărbați drepți (dintre care 500 au fost clasificați ca heterosexuali și 122 au fost clasificați non-heterosexuali), deși studiul s-a ajustat pentru diferențele de dimensiune familială între două grupuri.  O metaanaliză din 2017 a analizat studii despre efectul de ordine de naștere fraternă, inclusiv Currin și colab. (2015). Meta-analiza a avut un eșantion total de 7140 bărbați homosexuali și 12837 bărbați heterosexuali. Rezultatele metaanalizei au confirmat fiabilitatea efectului de ordine de naștere fraternă.
Cu toate acestea, într-un studiu amplu care nu este inclus în meta-analiza menționată mai sus, Frisch și colab. (2006), de asemenea, nu s-a observat o corelație între frații mai mari și uniunile de același sex între bărbați, într-un eșantion de peste 2 milioane de danezi. În schimb, cercetătorii au descoperit o corelație între astfel de uniuni și având un exces de surori mai mari.

## Teorii despre mecanismul efectului fratelui mai mare și orientarea sexuală la bărbați
Lucrarea lui Anthony Bogaert care implică frați adoptați concluzionează că efectul nu se datorează creșterii cu frații mai mari, ci să aibă ceva de-a face cu schimbările induse în corpul mamei la gestație ce ține de un băiat care îi afectează pe fiii, frații următori. Acest lucru se datorează faptului că efectul este prezent indiferent dacă sunt crescuți sau nu frații mai mari în același mediu familial cu băiatul. Nu există niciun efect atunci când numărul fraților mai mari este crescut de către frații adoptați sau cei vitregi. S-a emis ipoteza că acest lucru este cauzat de un răspuns aloimun (en. alloimmune) matern in uter, mai precis, sistemul imunitar al mamei devenind sensibilizat la antigenele HY (en. H-Y antigens) implicate în diferențierea sexuală a vertebratelor masculine,  și producând anticorpi care atacă acești antigeni. În mod specific, s-a constatat că antigenele materne la proteina neuroligină NLGN4Y (en. neuroligin NLGN4Y), proteina Y-cromozonală (en. Y-chromosone) importantă în dezvoltarea creierului fetal masculin, sunt implicate în efectul fraților mai mari.

## Impactul persecutării asupra entităților statale
Articol principal: Impactul persecutării persoanelor LGBTI asupra statelor
Trebuie specificat că mișcarea de eliberare a persoanelor LGBTQIA+ și câștigarea drepturilor rezervate nu este despre destrămarea sau eliminarea capitalismului sau a altor sisteme de guvernare precum celor liberare, autocratice, etc. ci despre eliminarea oricăror sisteme de guvernare sau entități statale care nu iau în considerare persoanele născute sau parte a comunității.
Numeroase state și imperii au implementat politici anti-LGBTI, contribuind astfel la marginalizarea și persecuția comunităților LGBTI. Printre exemplele istorice se numără Germania Nazistă, Imperiul Bizantin, Imperiul Papal, Imperiul Otoman, dar și Japonia Imperială prin aruncarea primei bombe atomice Little Boy din bombardierul Enola Gay, Regatul României condus de Carol II, din secolului trecut, Imperiul Austro-Ungar, URSS și legile coloniale britanice aplicate în colonii și alte state sau formațiuni. Impactul acestor politici asupra stabilității și fragmentării entităților statale rămâne un subiect de dezbatere în rândul istoricilor și este adesea insuficient explorat. Și in ziua de astăzi state precum Federația Rusă își persecută proprii cetățeni, dar și pe cei din alte state, născuți homosexuali sau intersex.

## Articole corelate
- Hormonii prenatali și orientarea sexuală
- Demografia orientării sexuale
- Comportamentul homosexual la animale
- Heterosexualitate
- Homosexualitate
- Bisexualitate
- Androfilia și ginefilia
- Intersexualitate
- Transsexualism